# 汇金立方
汇金立方，全称汇金立方投资管理有限公司、汇金立方投资管理中心，是一家2008年4月成立的资产管理投资公司。

## 概述
2008年4月，由晋系商人在北京成立，化名王诚的令完成担任汇金董事长。2009年12月，王诚将其出资额2万元转让给王玲，但仍然由令完成完成。2009年至2010年间，汇金立方采取突击投资的方式，入股神州泰岳、乐视网和东方日升三家企业相继上市，并在12个月解禁期后相继退出。2010年后，它投资的海南瑞泽、东富龙、光一科技、腾信股份等四家公司相继成功挂牌交易。2014年10月，在习近平和王岐山领导的中纪委开始对原团派领袖胡锦涛的亲信令计划进行调查，并将令家及资金查出，公司后停止运行。